# Ácido oxolínico
O ácido oxolínico é um quinolónico de primeira geração (ácidos nalidíxico, pipemídico, piromídico) que possui uma atividade bactericida sobre a maioria dos microrganismos Gram-negativos de localização geniturinária. O ácido oxolínico é um agente antibacteriano, derivado estruturalmente da 4-quinolona. O seu mecanismo de ação está aparentemente relacionado com a inibição da síntese do DNA bacteriano, sendo provável que interfira com sua polimerização. O fármaco está indicado para o tratamento das infecções urinárias causadas por microrganismos Gram-negativos.